# Dark Souls (videojuego)
Dark Souls (ダークソウル Dāku Souru?) es un videojuego de rol de acción, desarrollado por la empresa From Software para las plataformas PlayStation 3, PlayStation 4, Xbox 360 y Microsoft Windows, distribuido por Namco Bandai Games. Anteriormente conocido como Project Souls, es el segundo videojuego de la serie Souls. Su lanzamiento fue el 22 de septiembre de 2011 en Japón, 4 de octubre en Norteamérica, 6 de octubre de 2011 en Australasia y 7 de octubre de 2011 en Europa. El 24 de agosto de 2012, se lanzó la edición Prepare to Die para PC, presentando contenido adicional previamente inaccesible para los usuarios de PlayStation 3 y Xbox 360. El 23 de octubre de 2012, el contenido adicional de la versión PC fue publicado como contenido descargable para consolas bajo el título Artorias of the Abyss.
Dark Souls tiene lugar en el reino ficticio de Lordran. Los jugadores toman el papel de un personaje humano no-muerto que ha sido elegido para realizar un peregrinaje para descubrir el destino de los no muertos. El argumento de Dark Souls se va contando fundamentalmente a través de descripciones de objetos del juego, y diálogos con personajes no jugables (PNJs). Los jugadores deben ir reuniendo pistas para poder entender la historia. Dark Souls se labró un gran reconocimiento por su extenuante dificultad e implacable desafío. El mundo de juego está lleno de armas, armaduras y objetos consumibles que tienen como objetivo ayudar al jugador durante su viaje.
Dark Souls recibió elogios por parte de la crítica por su profundo combate, su destacada pero justa dificultad, y su mitología profundamente arraigada. En abril de 2013, FromSoftware anunció que Dark Souls había vendido 2,37 millones de copias. La versión de PC fue el segundo título más jugado de Games for Windows Live en 2012. Dark Souls 2 fue anunciado el 7 de diciembre de 2012 y salió a la venta el 11 de marzo de 2014.
Se ha anunciado el lanzamiento de Dark Souls: Remastered, una versión remasterizada del videojuego que esta disponible a partir del 25 de mayo de 2018 para PlayStation 4, Xbox One y PC. Su lanzamiento para Nintendo Switch se realizó el 19 de octubre de 2018.

## Descripción
Dark Souls es un RPG de acción en tercera persona, que se caracteriza por una atmósfera oscura y una dificultad muy por encima de los estándares actuales. El juego recibió excelentes críticas debido a su jugabilidad desafiante, su atmósfera absorbente, sus controles prácticos y a su innovador modo multijugador, la mayoría de estos aspectos importados de su predecesor espiritual Demon's Souls.
El juego tiene lugar en los últimos días de la Edad del Fuego, la cual comenzó tras la derrota de los Dragones de Piedra que anteriormente reinaban el mundo. Durante esta época el mundo era un lugar oscuro y lúgubre habitado solamente por una raza inmortal de dragones cuya capacidad de prolongar su vida eternamente provenía de sus escamas pétreas. En esta época aparentemente no existía aún ninguna llama, por lo que el mundo era un lugar completamente oscuro, amorfo y casi desierto. Así fue hasta que de la nada y sin nada que la provocase más que un ciclo natural, surgió la primera llama, un grupo de seres descubrieron en ella cuatro grandes almas, Nito el primer ser en morir, la bruja de Izalith y sus hijas del Caos, Gwyn el señor de la ceniza y portador del alma en teoría más poderosa, y por último el furtivo pigmeo portador de el Alma oscura y que desapareció poco después de hacerse con la misma. Con el poder adquirido, Gwyn y los otros grandes señores (Nito y la bruja de Izalith) desafiaron a los dragones con la ayuda de los humanos como es revelado en Dark Souls 3 y posteriormente la ayuda de Seath, que tenía cierta envidia a sus hermanos por este carecer de escamas eternas, y gracias a todo esto fue que Gwyn ganó aquella gran guerra. Con todos estos acontecimientos empieza la historia de Dark Souls, repleta de secretos y que hasta día de hoy realmente no se ha podido dar una respuesta definitiva a la misma, más que hay muchas teorías al respecto.
Los seres que lideraron esta guerra, como es relatado en la historia, son seres muy especiales, cuyas almas poseen un poder descomunal, estos son:
Gwyn, Señor de la Ceniza: Líder ganador de la guerra en contra de los Dragones, es de lejos el más poderoso de todos los seres provenientes del fuego. Su apariencia es la de un humano inusualmente alto y barbudo. Es el rey del decadente mundo de Dark souls. Sus cuatro hijos tienen también gran importancia en Lordran (Y reinos que lo suceden). y estos son: El Primogénito (También conocido posteriormente como El Rey Sin Nombre), que Gwyn exilió de Lordran, aparte de borrar cualquier rastro de el tras haber traicionado a su padre en la guerra contra los Dragones, Gwynevere, la diosa de la fertilidad, adorada por todo el reino, que abandonó el reino después de que la llama empezase a apagarse. Filianore, un regalo de Gwyn como muestra de aprecio a los humanos que posteriormente serviría como la guardiana de la ilusión de la ciudad anillada como vemos en el DLC La Ciudad Anillada (de Dark Souls 3), Gwyndolin, un hijo criado como mujer debido a su afinidad a la luna, lleva una corona que le cubre la cara que lleva grabado el signo del sol como referencia a la adoración al mismo y a su padre. Y se dice que Yorshka podría ser otra hija más de Gwyn debido a que dice ser la hermana de Gwyndolin y trata al propio Gwyn como su padre, pero debido a su aspecto y ciertas incongruencias en la historia, todavía no se ha confirmado que sea una hija del Gran Señor.
Luego de un tiempo la primera llama, que le proporcionaba vida a todo Lordran, se comenzó a extinguir, originando así la maldición de los no muertos. Gwyn, decidió primero dar fragmentos de su alma a diversas deidades para que en su ausencia pudieran reinar y mantener la imponente imagen de Anor Londo, con esto hecho, Gwyn se trasladó hasta ella y utilizó todo su poder para mantenerla viva, pero fracasó en su cometido y ahora se encuentra débil y trastornado en el horno de la llama original.
La Bruja de Izalith: En el inicio de los tiempos (o, en algún punto muy antiguo en la historia) la bruja de Izalith reclamo una de las grandes almas, ella y sus Hijas del Caos dominaban la hechicería de fuego que se conoce como piromancia. Cuando la primera llama empezó a decaer, la bruja bajo la petición de Gwyn y de su propia ansia de saber hasta donde podía llegar su conocimiento, intentó replicar la primera llama para así cuando la original se apagase pudieran poner esta, experimento que salió terriblemente mal, deformando a la bruja y sus hijas en seres de fuego caóticos, dando así vida a todos los demonios. Fue cuando surgió aquel fuego del caos que surgió una rama peligrosa de la piromancia, que es la piromancia del caos. Ahora es un arte olvidado por muchos y solo los pirománticos del gran pantano conocen este arte.
Nito, el Rey del Cementerio: Nito, según cuenta la historia, fue el primer ser de todos en ser alcanzado por la muerte, como resultado de esto el alma que reclamó para si se convirtió en un alma muy especial cuyo propósito es administrar la muerte y la enfermedad a todos los seres vivos a su debido tiempo. Nito descansa en lo más profundo de la tumba de los gigantes en las profundidades de Lordran, y su apariencia es la de un gigante esqueleto con varios esqueletos pegados a su torso y cubierto con un manto negro que según teoriza es posiblemente humanidad que se le transfirió a él mientras era dueño del rito del avivado. Se encuentra asediado por los clones de Molinete o nigromantes que su propósito es el contrario que el de Nito, es decir, devolver la vida a aquellos que murieron.
Seath el Descamado: Seath es un gigantesco dragón albino sin escamas y ciego. El traicionó a sus semejantes cuando se alió con Gwyn, durante la guerra contra los Dragones Eternos. Gwyn le otorgó el título de Duque tras la victoria en la guerra y dándole a su vez como obsequio los Archivos del Duque para sus investigaciones relacionadas con la inmortalidad. Seath, ahora un no muerto gracias al cristal primigenio que consiguió crear gracias a numerosos experimentos, y debido a todos esos experimentos y también en la búsqueda de la inmortalidad, enloqueció. Es considerado el padre de la magia hasta tal punto de que su alma perduró incontables años como sujeto de investigación y fascinación, como vemos en Dark Souls 2 en la zona de Ensenada Piedra Brillante de Tseldora.
Artorias of the Abyss: Artorias es un caballero oscuro que fue consumido por el abismo, tiene el brazo roto. Por lo cual pelea usando una mano en la cual posee una espada larga y poderosa. La leyenda de Artorias, cuyo nombre hace clara referencia al Rey Arturo (al igual que Gwynevere proviene de la Reina Ginebra), se forjó en el antiguo Municipio de Oolacile, logrando traspasar las eras hasta inspirar a una legión de valientes no muertos hasta el final de sus días. Sin embargo, esta fábula se encuentra basada en una trágica mentira que oculta una terrible verdad. Esta es la verdadera historia de Artorias, el caballero caído en desgracia.

## Versión para PC
Se ha desarrollado una versión para PC del juego de rol Dark Souls, disponible hasta ahora sólo en PS3 y Xbox 360. El juego desarrollado por From Software y conocido por su extremo nivel de dificultad, ha aparecido en la portada de la revista alemana PC Action.
El juego de PC fue lanzado como Dark Souls: Prepare to Die Edition que incluye el contenido descargable Artorias of the Abyss. En él encontraremos nuevos jefes y locaciones como novedad destacada, manteniéndose el resto del juego idéntico a las versiones de consola. Su lanzamiento tuvo lugar el 24 de agosto de 2012.

## Reconocimientos
En 2012 la revista Forbes incluyó a la banda sonora de Dark Souls en la lista de las doce mejores bandas sonoras de videojuegos de todos los tiempos, en el apartado de las menciones honorables y destacando en especial la canción «Gwyn, Lord of Cinder».
También ha sido reconocido como uno de los 100 mejores RPG de todos los tiempos, posicionándose en el puesto 18, según IGN.